# Maunga Terevaka
Maʻunga Terevaka ou Maunga Terevaka é um vulcão inativo na parte norte da Ilha da Páscoa (Rapa Nui), Chile, e que forma um dos três grandes cones vulcânicos que constituem a superfície desta ilha no oceano Pacífico. Tem a forma de um cone irregular que ocupa a maior parte da ilha, e altitude de 507 m, sendo o ponto mais alto de Rapa Nui. É o mais jovem dos três vulcões principais, tendo origem num processo eruptivo de há uns 12 milhares de anos, aproximadamente. O seu último fluxo de lava foi há uns 10 mil anos.
Do seu alto pode-se apreciar uma vista de toda a ilha, e visão panorâmica do horizonte. Tem várias crateras, das quais a mais importante é chamada Rano Aroi.
Dado o isolamento da ilha da Páscoa, este vulcão é também uma das montanhas de maior isolamento topográfico do mundo, apesar da sua baixa altitude.